# Lars Toborg
Lars Toborg (Bremerhaven, 1975. augusztus 19. –) német labdarúgócsatár.